# Кабанільяс-де-ла-Сьєрра
Кабанільяс-де-ла-Сьєрра (ісп. Cabanillas de la Sierra) — муніципалітет в Іспанії, у складі автономної спільноти Мадрид. Населення — 743 особи (2010).
Муніципалітет розташований на відстані близько 45 км на північ від Мадрида.
На території муніципалітету розташовані такі населені пункти: (дані про населення за 2010 рік)
- Кабанільяс-де-ла-Сьєрра: 734 особи
- Д'Оремор: 0 осіб
- Лос-Лагунасос: 9 осіб

## Демографія
Динаміка населення (INE ):

## Галерея зображень

Розташування муніципалітету у автономній спільноті Мадрид